# فرونه
فرونه قرية فلسطينية كانت تقع إلى الجنوب من مدينة بيسان، وتبعد عنها 4.5 كم، وتنخفض 125 م عن سطح البحر. تبلغ مساحة أراضيها 4,996 دونماً، وتحيط بها أراضي قرى الأشرفية والسامرية وعرب الغزاوية. قدر عدد سكانها عام 1922 حوالي 48 نسمة، وفي عام 1945 حوالي 330 نسمة. تعد القرية ذات موقع أثري يحتوي على تلال من الانقاض التي تضم مواقع كنعانية، ورومانية، كما تحيط بها مجموعة خرب أثرية. قامت المنظمات الصهيونية المسلحة بهدم القرية، وتشريد أهلها البالغ عددهم 383 نسمة عام 1948. وكان ذلك في 11 مايو 1948، ويبلغ مجموع اللاجئين من هذه القرية في عام 1998 حوالي 2351 نسمة. وعلى أنقاضها أقام الصهاينة مستوطنة رحوف عام 1951، كما أقيمت على أراضيها المزرعة النموذجية غفعات عيدن.

## القرية اليوم
لم يبق من القرية سوى حيطان متداعية، وأرضيات بعض المنازل. والموقع مغطّى بالأعشاب البرية، ويضم حفريات أثرية. أما الأراضي المجاورة فيزرعها المستوطنون الإسرائيليون.

## المغتصبات الصهيونية
في سنة 1951، أُسست مستعمرة رحوف [الإنجليزية] على أراضي القرية، إلى الشمال من موقعها. وتقع المزرعة النموذجية المعروفة باسم حفات عيدن على أراضي القرية، إلى جهة الغرب. أمّا مستعمرة عين هنتسيف، فقد أُنشئت في سنة 1946 إلى الشمال الشرقي مباشرة من موقع القرية، على أراضي تابعة لمدينة بيسان. كما أًنشئت مستعمرة سدي تروموت [الإنجليزية] في سنة 1951 إلى الغرب من موقع القرية، على أراض تابعة لقرية السامرية.

## روابط خارجية
- موقع فلسطين في الذاكرة